# Василівська міська територіальна громада
Василівська міська територіальна громада — територіальна громада в Україні, у Василівському районі Запорізької області з адміністративним центром у місті Василівка.

## Загальна інформація
Площа території — 721,5 км², населення громади — 20 922 особи (2020 р.).

## Населені пункти
До складу громади увійшли м. Василівка, села Верхня Криниця, Гладке, Грозове, Долинка, Зелений Гай, Кам'янське, Коновалова, Лісне, Лугове, Переможне, Першотравневе, Підгірне, Плавні, Скельки, Тернувате, Шевченка та Широке.

## Історія
Створена у 2020 році, відповідно до розпорядження Кабінету Міністрів України № 713-р від 12 червня 2020 року «Про визначення адміністративних центрів та затвердження територій територіальних громад Запорізької області», шляхом об'єднання територій та населених пунктів Василівської міської, Верхньокриничанської, Кам'янської, Лугівської, Підгірненської, частини Скельківської та Широківської сільських рад Василівського району Запорізької області.